# Ocyptamus hyalipennis
Ocyptamus hyalipennis är en tvåvingeart som först beskrevs av Charles Howard Curran 1930.  Ocyptamus hyalipennis ingår i släktet Ocyptamus och familjen blomflugor. Inga underarter finns listade i Catalogue of Life.